# ポール・スチュワート (作家)
ポール・スチュワート（Paul Stewart, 1955年6月4日 - ）は、イギリスの児童文学作家。ランカスター大学とイースト・アングリア大学に学ぶ。ロンドン生まれ。スリランカでの英語教師を経て、1988年より作家活動を始める。
ファンタジー、ホラー、絵本、サッカー少年の物語まで、さまざまなジャンルで人気を博している。
現在はブライトンで妻と2人の子供と住んでいる。クリス・リデル（Chris Riddell）とのコンビは有名。さまざまなジャンルで活躍している作家である。
代表作に『崖の国物語』などがある。